# I-72 (sous-marin, 1935)
Pour les articles homonymes, voir I-72.
L'I-72 (イ-72) (renommé I-172 le 20 mai 1942) est un sous-marin de classe Kaidai (海大型潜水艦, Kaidai-gata sensuikan) de la sous-classe Kaidai VIa (海大6型a（伊六十八型/伊百六十八型）, Kaidai-roku-gata-ē, classe I-68/I-168) en service dans la marine impériale japonaise.
Il a servi dans les premiers mois de la Seconde Guerre mondiale, en soutenant l'attaque de Pearl Harbor, en patrouillant dans les eaux hawaïennes au début de 1942 et en participant à la campagne de Guadalcanal avant qu'il ne soit coulé en novembre 1942.

## Contexte
Après la Première Guerre mondiale, la marine impériale japonaise a réévalué l'utilisation de la guerre sous-marine comme élément de stratégie de flotte en raison du déploiement réussi de croiseurs-sous-marins à long rayon d'action pour les raids commerciaux des principales marines de combat. Les stratèges japonais en sont venus à réaliser les possibilités d'utilisation de l'arme pour la reconnaissance à longue portée, et dans une guerre d'usure contre une flotte ennemie qui s'approchait du Japon. Deux grands sous-marins japonais à longue portée avaient déjà été construits dans le cadre du programme de la flotte des Huit-six en tant que prototypes (I-51 et I-52), mais l'arrivée le 20 juin 1919 de sept U-boote allemands reçus par le Japon en réparation de guerre à la fin de la Première Guerre mondiale a conduit à une refonte complète. Les Japonais ont rapidement embauché des centaines d'ingénieurs et de techniciens de sous-marins allemands et d'anciens officiers de sous-marins allemands au chômage à la suite de la défaite de l'Allemagne pendant la Première Guerre mondiale, et les ont fait venir au Japon dans le cadre de contrats de cinq ans. L'ONI (Office of Naval Intelligence) américain a estimé que quelque 800 conseillers allemands s'étaient rendus au Japon à la fin de 1920. Les Japonais ont également envoyé des délégations en Allemagne, et ont participé activement à l'achat de nombreux brevets.

## Description
Les sous-marins de la sous-classe KD6 étaient des versions améliorées de la précédente sous-classe KD5. Avec une vitesse de 23 nœuds en surface, ils étaient les sous-marins les plus rapides lors de leurs époques de construction.
Ils ont un déplacement de 1 422 tonnes en surface et 2 479 tonnes en immersion. Les sous-marins mesuraient 104,70 mètres de long, avaient une largeur de 8,2 mètres et un tirant d'eau de 4,58 mètres. Les sous-marins permettaient une profondeur de plongée de 70 m et avaient un effectif de 68 officiers et membres d'équipage.
Kampon a été retenu comme fabricant des moteurs diesel Mk.1A Model 8, dont les performances étaient supérieures de 30% à celles des moteurs des premières sous-classes. Pour la navigation de surface, les sous-marins étaient propulsés par deux moteurs diesel de 4 500 cv (3 310 kW), chacun entraînant un arbre d'hélice. En immersion, chaque hélice était entraînée par un moteur électrique de 900 chevaux-vapeur (671 kW). Ils pouvaient atteindre 23 nœuds (42,6 km/h) en surface et 8,2 nœuds (15,2 km/h) sous l'eau. En surface, les KD6 avaient une autonomie de 14 000 milles nautiques (19 000 km) à 10 noeuds (19 km/h); en immersion, ils avaient une autonomie de 65 milles nautiques (120 km) à 3 noeuds (5,6 km/h).
Les sous-marins étaient armés de 6 tubes lance-torpilles internes de 53,3 cm, 4 à l'avant et 2 à l'arrière. Ils transportaient une recharge pour chaque tube + 2 torpilles, soit un total de 14 torpilles Type 89. Ils étaient également armés d'un canon de pont de 100 mm (L/50) Type 88 pour le combat en surface et d'une mitrailleuse de 13,2 mm AA type 93 et d'une mitrailleuse de 7,7 mm.

## Construction
Construit par le chantier naval Mitsubishi à Kobe au Japon, le I-72 a été mis sur cale le 16 décembre 1933. Il a été lancé le 6 avril 1935 sous le nom de I-72. Il a été achevé et mis en service le 7 janvier 1937.

## Historique

### Avant la Seconde Guerre mondiale
Dès sa mise en service, le I-72 est sous les ordres du capitaine de corvette (海軍少佐 (Kaigun-shōsa)) Nanri Katsuji et a été affecté à la 20e division de sous-marins dans le district naval de Kure. Le 5 mai 1938, alors qu'il naviguait en surface par visibilité réduite, il est entré en collision vers 10 heures avec le Hachiyo Maru, un navire japonais de 60 tonneaux de jauge brute, dans la mer intérieure de Seto, à l'ouest de Kurahashi-jima, au Japon.
Lorsque la marine impériale japonaise a commencé à se déployer en prévision du conflit imminent dans le Pacifique, le I-72 a quitté Seaki, au Japon, en même temps que les sous-marins I-68, I-69, I-70, I-71 et I-73. Il est arrivé à l'atoll de Kwajalein le 20 novembre 1941.

### La Seconde Guerre mondiale

#### Première patrouille de guerre
Le 23 novembre 1941, le I-72 quitta Kwajalein pour commencer ce qui allait devenir sa première patrouille de guerre. Il reçut le 2 décembre 1941 le message "Ascension du Mont Niitaka 1208" (en japonais : Niitakayama nobore 1208) de la Flotte Combinée, indiquant que la guerre avec les Alliés commencerait le 8 décembre 1941, heure du Japon (7 décembre 1941 à Hawaii). Il est arrivé dans les îles hawaïennes le 5 décembre 1941 et a effectué une reconnaissance du canal Kalohi entre Lanai et Molokai. Il a ensuite enquêté sur les Lahaina Roads au large de Maui pour déterminer si la flotte américaine y était ancrée et, le 6 décembre 1941, il a communiqué par radio avec la force de frappe des transporteurs japonais en annonçant qu'aucun navire de guerre américain ne se trouvait aux routes Lahaina.
Le 7 décembre 1941, le I-72 a pris position au large de Pearl Harbor entre le I-70 et le I-73. L'attaque japonaise sur Pearl Harbor a eu lieu ce matin-là, entraînant le Japon et les États-Unis dans la Seconde Guerre mondiale. Le soir du 16 décembre 1941, il fit surface au large de la baie de Hilo et bombarda Hilo, Hawaii, avec son canon de pont de 119 mm. Le 19 décembre 1941, il torpilla le cargo à vapeur américain Prusa de 5 113 tonneaux de jauge brute, à 150 milles nautiques (278 km) au sud d'Oahu. Le Prusa, qui faisait route de Honolulu (Hawaï) à Baltimore (Maryland), coula à la position géographique de 16° 45′ N, 156° 00′ O neuf minutes plus tard. Le I-72 fit surface pour identifier le Prusa et éclaira les canots de sauvetage du Prusa avec son projecteur, puis il fut immergé et continua sa patrouille. Il retourna à Kwajalein le 28 décembre 1941.

#### Seconde patrouille de guerre
Le 12 janvier 1942, le I-72 a quitté Kwajalein avec les I-71 et I-73 pour sa deuxième patrouille de guerre. Cette patrouille se trouvait également dans les eaux hawaïennes, où les I-71, I-72 et I-73 ont relevé les sous-marins I-18, I-22 et I-24 sur une ligne de patrouille. Le I-72 est arrivé dans sa zone de patrouille le 21 janvier 1942.
Le 23 janvier, le I-72 a rencontré le pétrolier USS Neches de l'US Navy (marine américaine), d'une capacité de 7 383 tonneaux, qui se rendait sans escorte au rendez-vous de la Task Force 11. La première torpille, tirée à 3h10, a touché le Neches au milieu du navire mais n'a pas explosé. La deuxième torpille a touché le Neches sur son côté tribord arrière, détruisant sa salle des machines. La troisième torpille a touché le Neches sur son côté bâbord. Lorsque le I-72 a fait surface pour terminer le Neches avec son canon de pont, le Neches a ouvert le feu avec des canons de 3 pouces (76,2 mm) et de 5 pouces (127 mm) et a forcé le sous-marin à plonger à nouveau. Le Neches a alors gîté sur tribord et a coulé par l'avant à la position géographique de 21° 01′ N, 160° 06′ O. La perte du Neches a empêché la Task Force 11 - centrée autour du porte-avions USS Lexington - de se ravitailler en carburant, ce qui l'a obligée à annuler une frappe aérienne prévue contre les forces japonaises sur l'île Wake et à retourner à Pearl Harbor.
Le 16 février 1942, le I-72 est retourné à Kwajalein.

#### Troisième patrouille de guerre
Le 18 février 1942, le I-72 quitte Kwajalein avec le I-71 pour patrouiller à la défense de Rabaul, que la Task Force 11 de la marine américaine approche avec l'intention d'y lancer des raids aériens contre les forces et les bases japonaises. Après avoir perdu l'élément de surprise, la Task Force 11 se retira, et les deux sous-marins furent détournés pour patrouiller dans des zones à l'est de l'île Wake. Après une patrouille sans incident, le I-72 se dirigea vers le Japon, où il arriva le 5 mars 1942 pour des réparations à Kure.

#### Mars-septembre 1942
Alors que le I-72 était à Kure, la 20e division de sous-marins fut dissoute le 20 mars 1942, et elle fut réaffectée ce jour-là à la 12e division de sous-marins. Il quitta Kure le 15 avril 1942, visita Yokosuka du 3 au 10 mai 1942, et revint à Kure le 12 mai 1942 pour des réparations supplémentaires. Le 20 mai 1942, il est renuméroté I-172. Une fois les réparations terminées, il quitta Kure le 22 août 1942 et se rendit à Truk, où il arriva le 28 août 1942.
Le I-172 a quitté Truk le 30 août 1942. La campagne de Guadalcanal avait commencé le 7 août 1942, et sa tâche principale était d'effectuer une mission de reconnaissance dans la région de Guadalcanal. Il est revenu à Truk le 30 septembre 1942.

#### Quatrième patrouille de guerre
Le commandant de la 12e division de sous-marins étant embarqué, le I-172 quitta Truk le 12 octobre 1942 pour sa quatrième patrouille de guerre. Ses ordres lui demandaient de soutenir une attaque de sous-marins de poche de Type A Kō-hyōteki contre les navires alliés au large de Lunga Point à Guadalcanal. Le 14 octobre, cependant, il reçut l'ordre de rejoindre plutôt le sous-marin I-26 au sud de San Cristóbal pour recharger les batteries des sous-marins de poche de Type A Kō-hyōteki embarqués à bord du ravitailleur d'hydravions Chiyoda. Ses ordres changèrent à nouveau le 15 octobre 1942, lorsqu'il reçut l'ordre de rejoindre les sous-marins I-1, I-2, I-3, I-4, I-5, I-7, I-17, I-22 et I-31 - collectivement appelés "groupe A" - pour former un piquet de patrouille au sud-est de Guadalcanal. Le groupe A fut dissous le 28 octobre 1942, et le I-172 fut ensuite déployé dans les eaux au sud-ouest de San Cristóbal, avec l'ordre d'attaquer les navires alliés qui approvisionnaient les forces américaines à Guadalcanal.

#### Perte
Des sources s'accordent à dire que le I-172 a été coulé alors qu'il opérait au sud-ouest de San Cristóbal, mais ne sont pas d'accord sur la date et la cause.
Un document du Naval History & Heritage Command intitulé "Appendix 3 : Submarines Sunk by Patrol Squadrons During World War II" note que le destroyer dragueur de mines USS Southard, de la marine américaine, est officiellement reconnu comme ayant coulé le I-172 à l'extrémité sud du détroit Indispensable à la position géographique de 10° 13′ S, 161° 09′ E le 10 novembre 1942, mais ajoute que les archives japonaises indiquent que le Southard a en fait coulé le sous-marin japonais I-15. Le document affirme que la marine impériale japonaise a déclaré le I-172 manquant après le 28 octobre 1942 et attribue le naufrage du I-172 à un hydravion PBY-5 Catalina du 11e escadron de patrouille (VP-11) de la marine américaine qui a aperçu un sous-marin japonais le 29 octobre 1942 à la position géographique de 13° 15′ S, 162° 45′ E et y a largué deux grenades sous-marines de 295 kg après avoir plongé en catastrophe. Une grande quantité de pétrole est apparue à la surface et était encore visible le lendemain.
Selon la page de la marine impériale japonaise (combinedfleet.com), le 3 novembre 1942, le I-172 a aperçu un convoi de transports américains au sud-ouest de San Cristóbal à destination de Lunga Point sur Guadalcanal. Il a transmis son dernier message - un rapport d'observation de sept transports naviguant à 12 nœuds (22 km/h) sur une trajectoire de 300 degrés - à 4h10. L'une des escortes du convoi, le croiseur léger américain USS Helena (CL-50), a détecté une cible de surface sur le radar au relèvement 046 vrai à une distance de 14 600 m et le destroyer USS McCalla a quitté le convoi à 05h20 pour enquêter. Le McCalla a aperçu un sous-marin presque stationnaire au relèvement 090 vrai à une distance de 1 830 m et a accéléré avec l'intention d'éperonner le sous-marin. Le sous-marin a été immergé à 5h32 et a viré brusquement vers le McCalla, qui a aperçu un périscope au large de son étrave bâbord à une distance de 90 à 180 m. Le McCalla a commencé une attaque de grenades sous-marines à 5h37, larguant six grenades de 272 kg et cinq grenades de 136 kg destinées à exploser à une profondeur de 15 à 30 m. Trente secondes après l'explosion de la dernière charge sous-marine, l'équipage du McCalla a entendu une autre explosion sous-marine, puis une deuxième explosion 30 secondes après, et enfin une troisième explosion après trois autres minutes. Après la troisième explosion, le McCalla a perdu le contact de son sonar sur le sous-marin, et son équipage a remarqué une forte odeur de pétrole près de la position géographique de 10° 53′ S, 161° 50′ E. C'était la fin de I-172.
Le Dictionary of American Naval Fighting Ships note que le McCalla a mené une attaque de grenades sous-marines le 2 novembre 1942, mais ne mentionne pas qu'il ait coulé un sous-marin le 2 ou le 3 novembre 1942. Il affirme que tôt le matin du 10 novembre 1942, alors qu'il passait entre San Cristobal et Guadalcanal en route vers la baie d'Aola sur Guadalcanal, le USS Southard a rencontré le I-172 opérant en surface. Le Southard a immédiatement ralenti à 10 noeuds (19 km/h) et a ouvert le feu. Le I-172 a été immergé et le Southard a commencé sa première attaque à l'aide d'une charge sous-marine. Le Southard a perdu le contact avec le I-172 et ne l'a retrouvé qu'à 6h07, soit près de trois heures et demie plus tard. Au cours des trois heures suivantes, le Southard a effectué cinq autres tirs de grenades sous-marines. Après le dernier tir de barrage, il a aperçu du pétrole à la surface. Il s'est déplacé pour enquêter. En arrivant sur la nappe de pétrole, l'équipage du Southard n'a trouvé aucune autre preuve de dommage, et il a continué à naviguer à travers la nappe. Lorsqu'il a atteint un point situé à environ 1 830 mètres de l'autre côté de la nappe, le sous-marin a fait surface presque à la verticale, exposant toute sa tour de contrôle, sa coque à l'avant de la tour et une partie de sa quille. Puis la proue a chuté d'environ 10 degrés, et le sous-marin a coulé rapidement par la poupe. Bien que la confirmation absolue d'une mise à mort n'ait jamais été reçue, tous les éléments de preuve indiquaient fortement que le sous-marin avait effectivement coulé. Combinedfleet.com déclare que "Bien que le USS Southard (DMS-10) soit souvent crédité d'avoir coulé I-172′s, sa cible était plus probablement I-15.
Le 27 novembre 1942, la marine impériale japonaise a déclaré que le I-172 était présumé perdu au large de Guadalcanal avec les 91 hommes à bord. Il a été rayé de la liste de la marine le 15 décembre 1942.